# Фрадкин, Фредерик
Фредерик Фрадкин (англ. Frederic Fradkin, также Фред, Фредди, Фредрик Фрадкин; 24 апреля 1892, Трой, штат Нью-Йорк — 3 октября 1963, Нью-Йорк) — американский скрипач.
Родился в еврейской семье, перебравшейся в США из России. С пятилетнего возраста учился у Генри Шрадика, затем у Сэма Франко, Леопольда Лихтенберга и Макса Бендикса, в девятилетнем возрасте впервые выступил с оркестром. В 1908—1910 гг. в Парижской консерватории у Нарсиса Огюстена Лефора. В 1911 г. брал уроки у Эжена Изаи. В том же году дебютировал в Карнеги-холле с Нью-Йоркским филармоническим оркестром под управлением Густава Малера.
Короткое время играл в оркестрах Бордо и Монте-Карло, в 1912 г. в оркестре Венского концертного общества. Затем вернулся в США, в 1914—1915 гг. концертмейстер Русского симфонического оркестра Модеста Альтшулера. В 1916 г. концертмейстер оркестра под руководством Пьера Монтё, сопровождавшего американское гастрольное турне Русского балета Дягилева. В 1918—1920 гг. концертмейстер Бостонского симфонического оркестра.
В марте 1920 года в результате конфликта между Фрадкиным и возглавлявшим оркестр Монтё произошла забастовка оркестрантов с требованиями создания профсоюза; требования остались невыполненными, а 32 музыканта, включая Фрадкина, покинули оркестр.
В 1922—1924 гг. Фрадкин был концертмейстером Нью-Йоркского столичного оркестра, исполнявшего преимущественно театральную музыку, 19 февраля 1924 года вновь выступил с сольным концертом в Карнеги-холле, исполнив сонату Джузеппе Тартини и концерт Феликса Мендельсона. Затем возглавлял небольшой салонный оркестр, работал на радио, сочиняя и записывая музыку для спектаклей (в том числе для известного радиосериала «Приключения худого человека»). В поздние годы жизни отошёл от занятий музыкой и открыл в Нью-Йорке ресторан.